# Coelomycetes
I Coelomycetes sono un gruppo di funghi imperfetti (Deuteromiceti), insignificanti dal punto di vista tassonomico. Comprendono diverse specie importanti per la patologia delle piante. Si caratterizzano perché le spore asessuate con cui si riproducono (conidi) vengono prodotte all'interno di un corpo fruttifero, che viene detto acervulo o picnidio.
Gli acervuli vengono prodotti nell'ospite e possono essere:
subcuticulari, quando si annidano sotto lo strato esterno della pianta (cuticola); 
intraepidermici, quando si trovano dentro lo strato cellulare esterno (epidermide); 
subepidermici, quando si trovano sotto l'epidermide.
I picnidi sono invece prodotti dallo stesso tessuto del fungo; di solito hanno la forma di un fiasco e presentano una piccola apertura all'apice, detta ostiolo.

## Sistematica

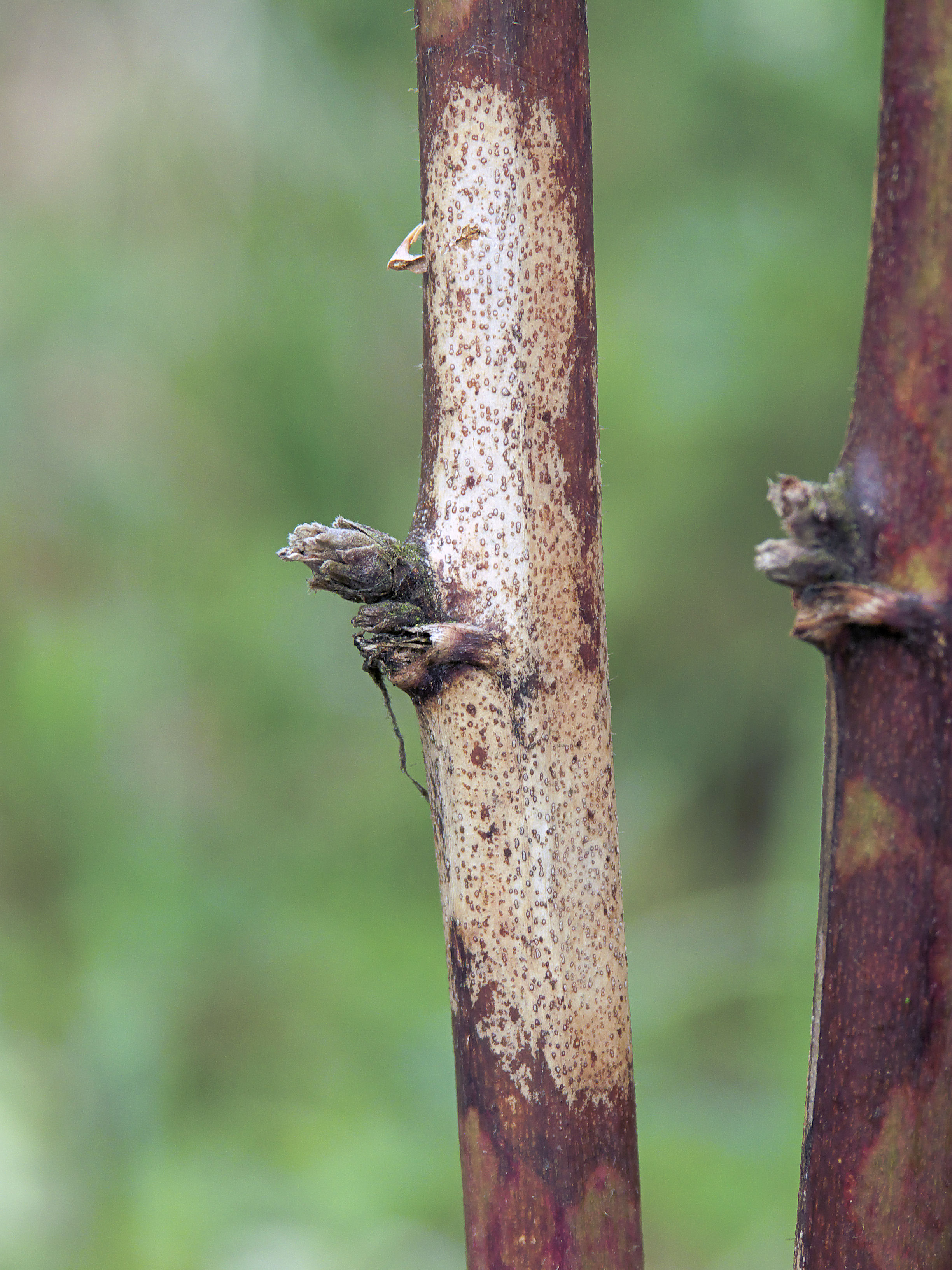
Septocyta ruborum

I Coelomycetes sono suddivisi in due ordini:
- Shaeropsidales, con le famiglie
  - Shaeropsidaceae
  - Zythiaceae
  - Leptostromataceae
  - Excipulaceae

- Melanconiales, con le famiglie
  - Melanconiaceae